# Lorenz Funk junior
Lorenz Funk (* 2. Januar 1969 in Bad Tölz) ist ein ehemaliger deutscher Eishockeyspieler, der in seiner aktiven Zeit unter anderem für die Düsseldorfer EG, Eisbären Berlin, Berlin Capitals und Hannover Scorpions in der Deutschen Eishockey Liga gespielt hat. Sein Vater Lorenz Funk senior und sein Bruder Florian waren ebenfalls professionelle Eishockeyspieler.     

## Karriere
Lorenz Funk begann seine Karriere als Eishockeyspieler in seiner Heimatstadt beim EC Bad Tölz, für dessen Profimannschaft er von 1986 bis 1989 in der 2. Liga Süd spielte. Anschließend wechselte der Angreifer zum Bundesligisten EV Landshut, für den er drei Jahre lang auf dem Eis stand, ehe er im Sommer 1992 von der Düsseldorfer EG verpflichtet wurde. Mit der Mannschaft aus der Landeshauptstadt von NRW gewann er in der Saison 1992/93 sowie 1995/96 die deutsche Meisterschaft.  
Im Anschluss an diesen Erfolg unterschrieb Funk einen Vertrag bei den Eisbären Berlin, mit denen er in der Saison 1998/99 auf internationaler Ebene den dritten Platz in der European Hockey League erreichte. Nach vier Jahren verließ er die Hauptstädter vor der Saison 2000/01 wieder und kehrte zur Düsseldorfer EG zurück, die in der Zwischenzeit in die 2. Bundesliga abgestiegen war und im Vorjahr den Wiederaufstieg in die Deutsche Eishockey Liga erreicht hatte. Nach der Spielzeit wurde der Linksschütze von den Berlin Capitals verpflichtet, die er jedoch ebenfalls nach nur einem Jahr wieder verließ, nachdem diese sich 2002 aus der DEL zurückzogen. Seine Karriere beendete Funk schließlich bei den Hannover Scorpions, für die er bis 2004 auflief.
Ab der Saison 2009/10 wurde Lorenz Funk Manager und in der Saison 2011/2012 auch Geschäftsführer des DEL-Clubs Nürnberg Ice Tigers, dort wurde er jedoch am 21. März 2013 entlassen.

## Erfolge und Auszeichnungen
- 1993 Deutscher Meister mit der Düsseldorfer EG
- 1996 Deutscher Meister mit der Düsseldorfer EG
- 1999 3. Platz European Hockey League mit den Eisbären Berlin